# Владин дом на Цетињу
Владин дом је конструисао италијански архитекта Ћезаре Августо Корадини на Цетињу. Камен темељац је постављен 7. јуна 1909. године, а свечано је отворен 15. августа 1910. године приликом проглашења Краљевине Црне Горе. Данас се овдје налази Народни музеј Црне Горе.

## Историја
Владин дом је намјенски пројектован „за књажевску владу и остала надлежтва на Цетињу”.
Зграда Владиног дома је, у вријеме када је саграђена, била највећи објекат и прва зграда рађена од армираног бетона у Црној Гори. Радили су је, у необарокном стилу, страни мајстори. На прочељу фасаде је велики часовник, а поред њега су фигуре мушкарца (Дан) и жене (Ноћ), по узору на Микеланђелову гробницу Медичијевих из Фиренце. Испод часовника су фигуре богиња Флоре и Минерве.
У згради Владиног дома је, децембра 1915. године, одржано последње засједање парламента Краљевине Црне Горе. Од 1918. године била је позната као Дом слободе.